# Bondokuy
Bondokuy è un dipartimento del Burkina Faso classificato come comune, situato nella provincia  di Mouhoun, facente parte della regione di Boucle du Mouhoun.
Il dipartimento si compone del capoluogo e di altri 25 villaggi: Anekuy, Bankouma, Bokuy, Bolomakoté, Bouan, Bouenivouhoun, Dampan, Diekuy, Dora, Farakuy, Kera, Koko, Koumana, Moukouna, Ouakara, Silmimossi, Syn-Bekuy, Syn-Dombokuy, Syn-Dounkuy, Tankuy, Tia, Toun, Wakuy, Zanzaka e Zoromtenga.